# 완얀 아구다 (만화가)
완얀 아구다(일본어: 完顏阿骨打 완얀아구다[*])는 일본의 만화가이다. 한탄의 건강우량아로 데뷔를 했다.